# Cyclingteam Join’s – De Rijke/Saison 2015
Dieser Artikel listet Erfolge und Mannschaft des Radsportteams Cyclingteam Join’s – De Rijke in der Saison 2015 auf.

## Erfolge in der UCI Europe Tour
Bei den Rennen der UCI Europe Tour im Jahr 2015 gelangen dem Team nachstehende Erfolge.
| Datum       | Rennen                       | Kat. | Sieger    |
| ----------- | ---------------------------- | ---- | --------- |
| 13. Mai     | 2. Etappe Olympia’s Tour     | 2.2  | Jetse Bol |
| 12.–17. Mai | Gesamtwertung Olympia’s Tour | 2.2  | Jetse Bol |

## Abgänge – Zugänge
| Zugänge            | Team 2014               | Abgänge             | Team 2015                         |
| ------------------ | ----------------------- | ------------------- | --------------------------------- |
| Jetse Bol          | Belkin-Pro Cycling Team | Christoph Pfingsten | Bora-Argon 18                     |
| Robbert de Greef   | Koga Cycling Team       | Huub Duyn           | Roompot Oranje Peloton            |
| Wouter Mol         | Veranclassic-Doltcini   | Dylan Groenewegen   | Roompot Oranje Peloton            |
| Daan Meijers       | WV de Jonge Renner      | Sjoerd Kouwenhoven  | Metec-TKH Continental Cyclingteam |
| Stephan Bakker     | Neoprofi                | Dion Beukeboom      | Parkhotel Valkenburg Continental  |
| Taco van der Hoorn | Neoprofi                | Yoeri Havik         | SEG Racing                        |
| Timon van Reek     | Neoprofi                | Simon Schram        | Unbekannt                         |
| Jordi Talen        | Neoprofi                |                     |                                   |
| Gino Vierhouten    | Neoprofi                |                     |                                   |

## Mannschaft
| Name               | Geburtstag         | Nationalität |
| ------------------ | ------------------ | ------------ |
| Jetse Bol          | 8. September 1989  | Niederlande  |
| Robbert de Greef   | 27. August 1991    | Niederlande  |
| Matthijs Eversdijk | 21. Dezember 1992  | Niederlande  |
| Dex Groen          | 8. August 1990     | Niederlande  |
| Ike Groen          | 31. Mai 1992       | Niederlande  |
| Kobus Hereijgers   | 10. März 1989      | Niederlande  |
| Daan Meijers       | 11. April 1991     | Niederlande  |
| Wouter Mol         | 17. April 1982     | Niederlande  |
| Jordi Talen        | 29. Mai 1996       | Niederlande  |
| Taco van der Hoorn | 4. Dezember 1993   | Niederlande  |
| Timon van Reek     | 20. September 1995 | Niederlande  |
| Ronan van Zandbeek | 27. September 1988 | Niederlande  |
| Coen Vermeltfoort  | 11. April 1988     | Niederlande  |
| Gino Vierhouten    | 30. Januar 1996    | Niederlande  |